# Douillet
Douillet (auch Douillet-le-Joly genannt) ist eine französische Gemeinde mit 318 Einwohnern (Stand 1. Januar 2022) im Département Sarthe in der Region Pays de la Loire. Sie gehört zum Arrondissement Mamers und zum Kanton Sillé-le-Guillaume (bis 2015 Fresnay-sur-Sarthe).

## Geografie
Douillet liegt etwa 30 Kilometer nordnordwestlich von Le Mans. Umgeben wird Douillet von den Nachbargemeinden Sougé-le-Ganelon im Norden, Assé-le-Boisne im Osten und Nordosten, Saint-Aubin-de-Locquenay im Osten und Südosten, Montreuil-le-Chétif im Süden, Mont-Saint-Jean im Südwesten sowie Saint-Georges-le-Gaultier im Westen und Nordwesten. Sie gehört zum Regionalen Naturpark Normandie-Maine.

## Bevölkerungsentwicklung
| Jahr                      | 1962 | 1968 | 1975 | 1982 | 1990 | 1999 | 2006 | 2013 |
| Einwohner                 | 554  | 533  | 454  | 384  | 328  | 278  | 300  | 336  |
| Quelle: Cassini und INSEE |      |      |      |      |      |      |      |      |

## Sehenswürdigkeiten
- Kirche Saint-Pierre
- Schloss